# Gummo Marx
Gummo Marx   (Manhattan, 23 d'octubre de 1893 - Palm Springs, 21 d'abril de 1977) més conegut com a Gummo, va ser un dels Germans Marx.

Nascut a Nova York, va treballar al costat dels seus germans durant un breu període al vodevil, però finalment va deixar el món de l'actuació al no ser aquesta una activitat gaire del seu gust. Aquesta decisió fou presa abans que els Germans Marx comencessin a ser coneguts per les seves pel·lícules.
Gummo va ser l'únic dels Germans que va servir com soldat a la I Guerra Mundial. Després de llicenciar-se, va entrar en el món de la moda i més tard va fundar amb el seu germà Zeppo Marx una agència teatral. Després de vendre-la, Gummo es convertí en el representant de Groucho Marx i va ajudar a la resta dels seus germans en la realització del seu programa de televisió The Life of Riley.
Va morir el 21 d'abril de 1977 a Palm Springs (Califòrnia).